# Джузепе Принци
Джузепе Принци (на италиански: Giuseppe Prinzi) е италиански художник, скулптор и керамик. Счита се за един от представителите на постмодерната метафизична живопис.

## Биография
Джузепе Принци е роден на 31 януари 1962 г. в Мистрета, Италия. През 1981 г. получава диплома за изкуство, превишаваща специализацията си за две години, представяйки лично изучаване на историческия авангард, особено (кубизъм, футуризъм и сюрреализъм).
От 1982 г. задълбочава контактите с артистичната среда и започва да участва в изложбите, получавайки признание и похвала от експерти и колекционери със създаването на стилизирани форми, характеризиращи се с поразителни оцветяващи и сухи кадифени повърхности, където се проявяват лицата на интензивни мазнини и сенчести полихроми. От 1983 г. участва в 10 издания на „Международна изложба за керамика“ Санто Стефано ди Камастра. През 1986 г. експертното жури на конкурса „Амастрат“ в град Мистрета му присъжда втора награда за две керамики с меден оксид и гравиране, които все още са в общинската колекция.
През 1987 г. той участва в пътуване, спонсорирано от региона на Сицилия, включващо основните международни столици: Ню Йорк, Токио, Сингапур, Париж, Лондон, Сидни, Берлин, Хонг Конг.

## Стил
Според някои критици и историци на изкуството експресивният език на Джузепе Принци е свързан с метафизиката на Джорджо де Кирико.